# Trachelas fasciae
Trachelas fasciae is een spinnensoort uit de familie van de Trachelidae.
De wetenschappelijke naam van de soort werd in 2009 gepubliceerd door Zhang, Fu & Zhu.